# Vorarlberský vnitrozemský kanál v údolí Rýna
Vorarlberský vnitrozemský kanál v údolí Rýna (něm. Vorarlberger Rheintalbinnenkanal), někdy zvaný pouze Vnitrozemský kanál v údolí Rýna (něm. Rheintalbinnenkanal) či Koblašský kanál (něm. Koblacher Kanal), je rakouská řeka tekoucí souběžně s Rýnem v údolí Alpského Rýna, která významně přispívá k odvodnění dolního údolí Rýna na východní, vorarlberské straně. Na západní, švýcarské straně Alpského Rýna je obdobně vybudován vnitrozemský odvodňovací kanál, který se rovněž nazývá Vnitrozemský kanál v údolí Rýna (něm. Rheintaler Binnenkanal – v obou zápisech je tedy v němčině patrný rozdíl).
Řeka začíná v obci Koblach svedením několika místních potoků do umělého odvodňovacího kanálu a je zde dodnes známá jako Koblašský kanál. Poté pokračuje paralelně s tokem Alpského Rýna přes město Hohenems, kde se název řeky mění na Vorarlberský vnitrozemský kanál v údolí Rýna. Řeka následně teče dále na sever na území obce Lustenau, kde se nedaleko historického mostu Senderbrücke vlévá jako levostranný přítok do řeky Dornbirner Ach.
Kanál slouží k odvodnění oblasti mezi povodím Frutz a Dornbirner Ach. Mezi přítokem potoka Ehbach u Koblachu / Meiningenu a ústím do Bodamského jezera u Hardu tak do Alpského Rýna nevtékají žádné další pravostranné přítoky. Vnitrozemský kanál v údolí Rýna nejen ulevuje Rýnu, ale také zabraňuje tomu, aby se při rozvodnění Rýna v původních přítocích netvořila zpětná voda, což by vedlo k zaplavení okolních oblastí.

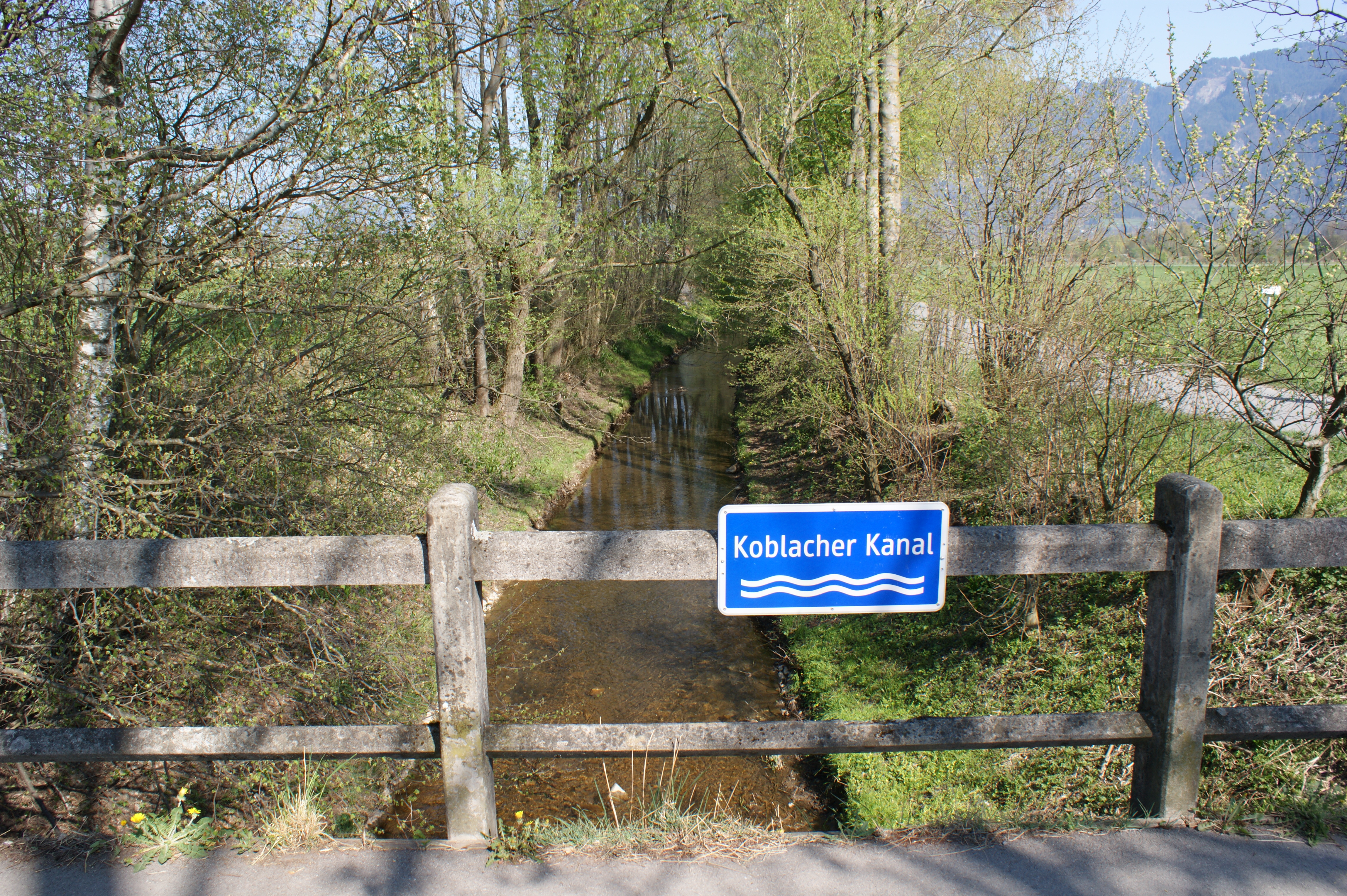
Koblašský kanál u obce Altach
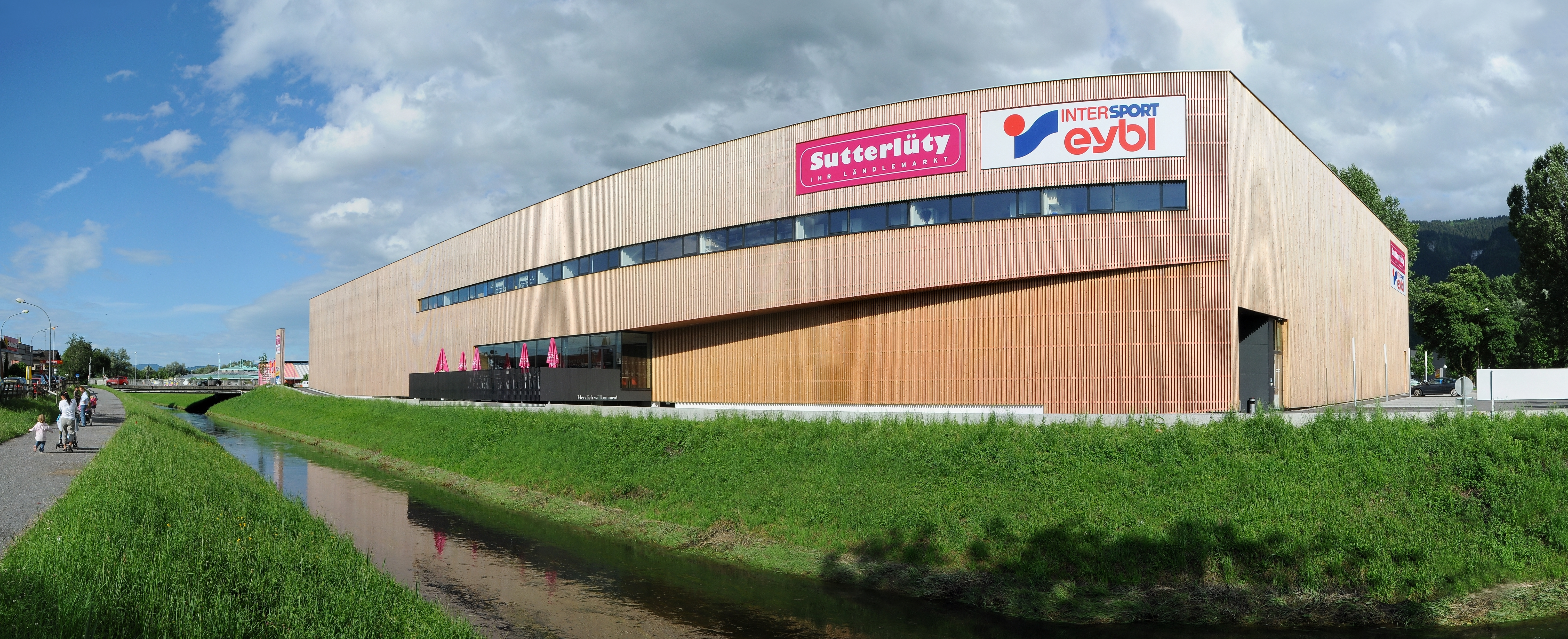
Kanál v blízkosti supermarketu Sutterlüty v Hohenems
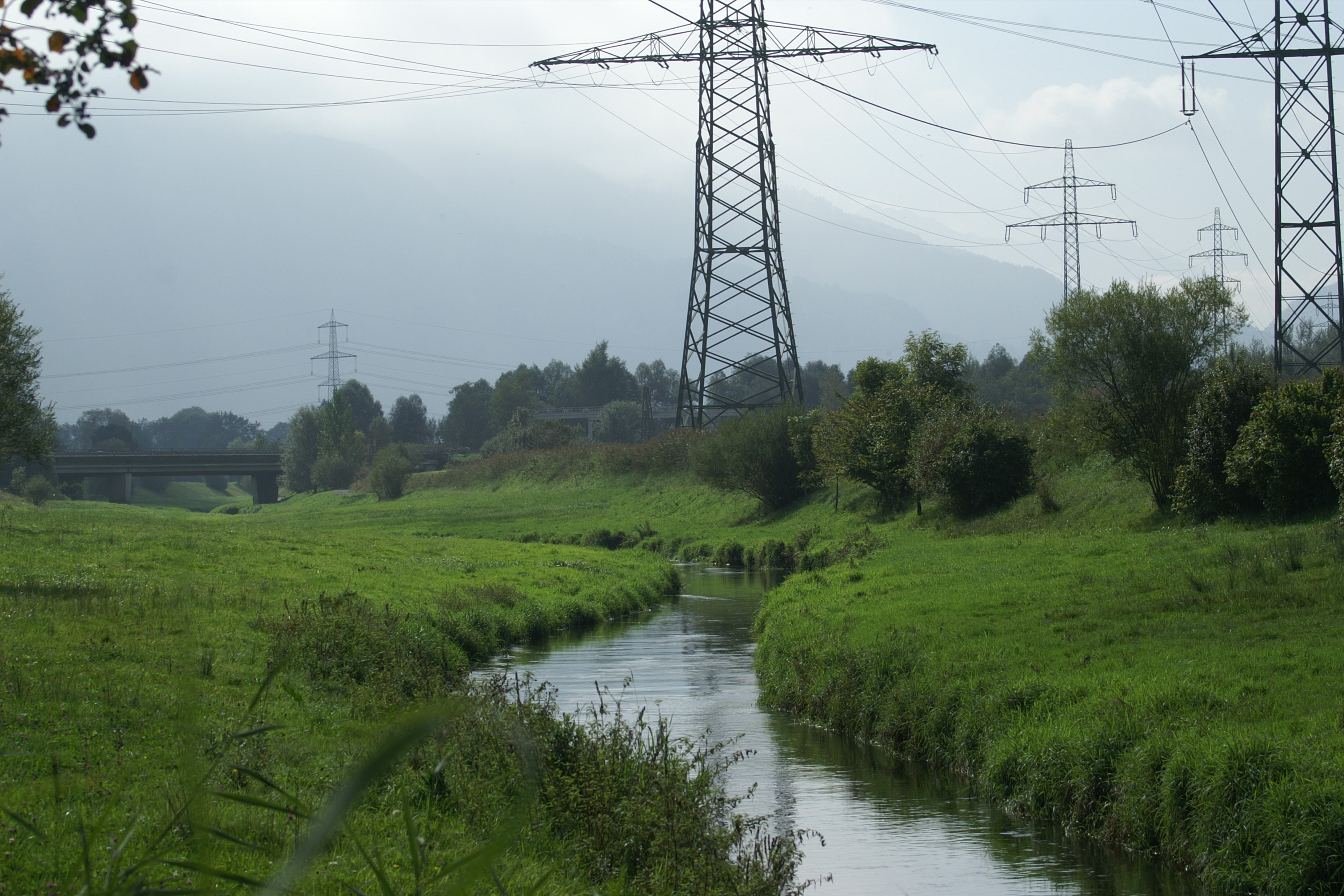
Kanál v prostoru obce Lustenau
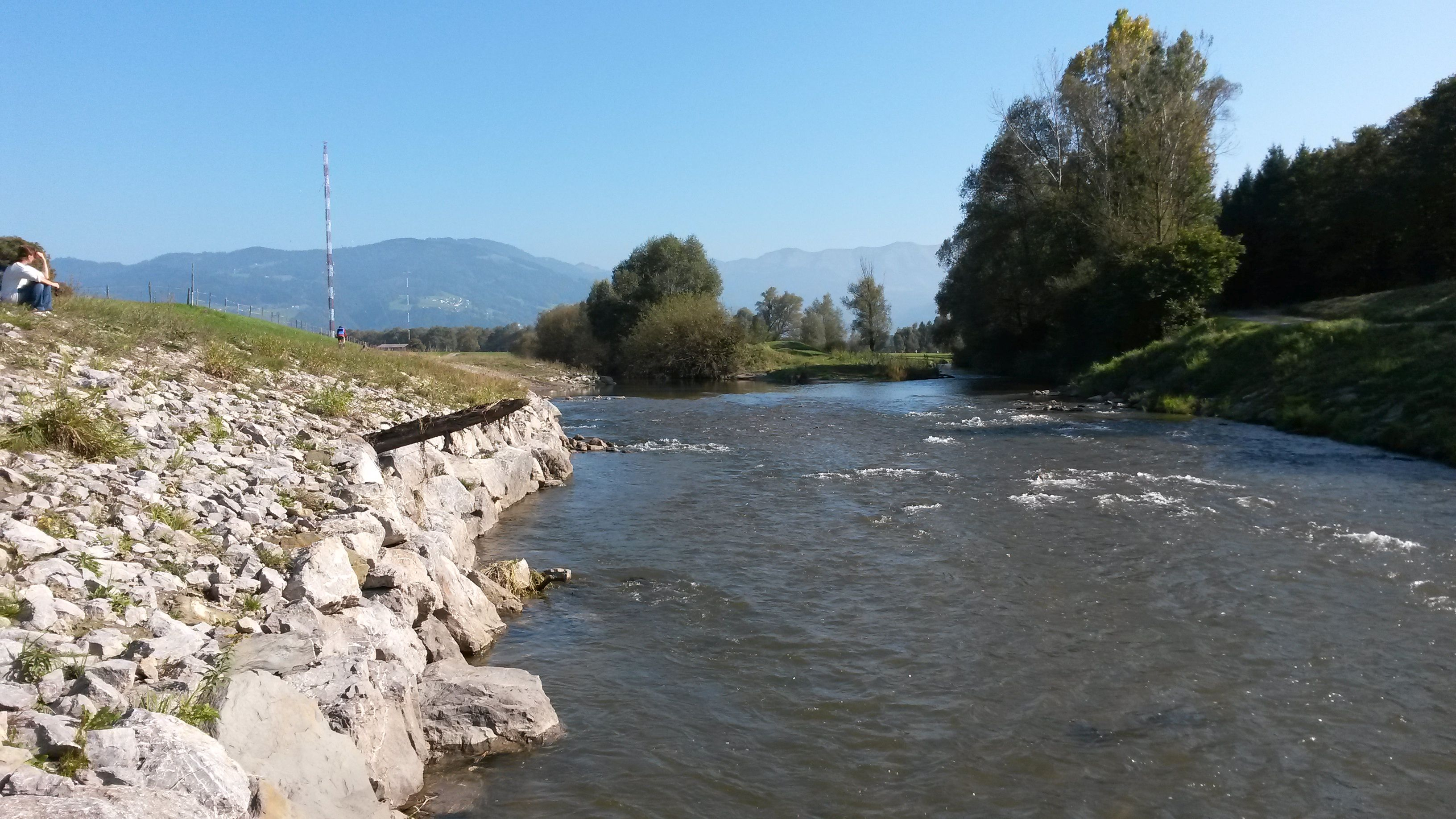
Soutok Dornbirner Ach (vlevo) a Vorarlberského vnitrozemského kanálu v údolí Rýna (vpravo) na říčním km 5,91 (Dornbirner Ach).

## Historie
Myšlenka na vznik tohoto vnitrozemského kanálu se poprvé objevila v roce 1840 v plánu odvodnění dolního Vorarlberského údolí Rýna od okresního inženýra Martina von Kinka. První úsek přes Koblach, Mäder, Altach a Hohenems byl postaven již v roce 1845. Plán dalšího toku k Bodamskému jezeru se několikrát měnil, takže v roce 1874 obec Lustenau vznesla ve Vídni námitku proti svedení kanálu přímo středem obce a dosáhla posunutí trasy východním směrem k hranici s Dornbirnem. Dne 27. dubna 1910 byl slavnostně otevřen druhý úsek kanálu, který následně při povodni 15. června téhož roku prošel první zatěžkávací zkouškou.